# Ошанин, Василий Фёдорович
Васи́лий Фёдорович Оша́нин (1844—1917) — русский учёный, биолог-энтомолог, географ и путешественник, исследователь Средней Азии.

## Биография
Василий Фёдорович Ошанин родился 21 декабря 1844 (2 января 1845) года в селе Политовка (ныне село Политово Данковского района Липецкой области). Получил сначала домашнее образование, а затем окончил Рязанскую гимназию.
В 1861 году поступил на отделение естественных наук физико-математического факультета Московского университета, и в 1865 году окончил университетский курс со степенью кандидата.
Во время учёбы в университете познакомился с Алексеем Федченко — также студентом Московского университета, вместе с которым они стали одними из основателей Общества любителей естествознания, антропологии и этнографии при Московском университете, являвшегося по сути студенческим научным кружком.
В 1869 году совершил заграничную поездку, причем работал в лабораториях Лейкарта, на неаполитанской зоологической станции и станции в Конкарно. Работал преподавателем естественных наук в московском сиротском доме и в 5-й московской гимназии. В 1872 году ездил по поручению министерства государственных имуществ за границу для изучения шелководства.
В 1872 году стал директором Туркестанской школы шелководства и был её директором вплоть до закрытия в 1883 году. Впоследствии он стал преподавателем естественных наук в Туркестанской учительской семинарии. После 1887 года стал директором Первой Ташкентской женской гимназии, располагавшейся тогда около Центрального сквера города.
В. Ф. Ошанин известен как путешественник, исследователь Туркестана. В 1876 году состоял в качестве натуралиста во время алайского похода М. Д. Скобелева, в 1878 году руководил ученой экспедицией в Шахрисябс, Гиссар, Каратегин и Алай, в 1881 году объехал части Ташкентского, Джизакского и Ходжентского уездов, пострадавших от пруса и кузнечиков (Stenobothrus), в 1884 году совершил экспедицию в Самарканд и Пенджикент, в 1886 году — в горы бассейна реки Чирчика, в 1887 году ездил в Верный и Каракалы для описания последствий землетрясения. Особой известностью пользуется его путешествие на Памир летом 1878 года. Именно тогда на Памире возглавляемая им экспедиция открыла хребет Петра I и один из величайших в мире горных ледников, который Василий Фёдорович Ошанин назвал именем своего друга — также известного путешественника и исследователя Памира, преподавателя Московского университета, ботаника Алексея Павловича Федченко. В Средней Азии В. Ф. Ошанин работал до 1906 года.
Научные работы В. Ф. Ошанина посвящены преимущественно полужесткокрылым, по которым он считается одним из лучших специалистов. Кроме того, им напечатаны статьи по географии Средней Азии.
Сын Василия Фёдоровича — Лев Васильевич Ошанин (1884—1962) также был известным врачом и антропологом, организатором кафедры антропологии в Ташкентском университете, на которой он долгое время был профессором (с 1930 года) и заведующим до своей смерти в 1962 году.
Василий Фёдорович Ошанин умер 25 января (7 февраля) 1917 год в Петрограде, похоронен на Смоленском кладбище.

## Научные труды
Научные работы В. Ф. Ошанина были посвящены как энтомологии, в области которой он считался одним из лучших специалистов, так и географии Средней Азии.